# Джонсон (округ, Техас)
Округ Джонсон (англ. Johnson county) — округ штата Техас Соединённых Штатов Америки. На 2000 год в нем проживало 126 811 человек. По оценке бюро переписи населения США в 2008 году население округа составляло 153 630 человек. Окружным центром является город Клиберн.

## История
Округ Джонсон был сформирован в 1854 году из участков округов Эллис, Хилл и Наварро.

## География
По данным бюро переписи населения США площадь округа Джонсон составляет 1902 км², из которых 1889 км² — суша, а 13 км² — водная поверхность (0,68 %).